# 第6族元素
| 族   | ← 6 →  |
| 周期 |        |
| 4    | 24 Cr  |
| 5    | 42 Mo  |
| 6    | 74 W   |
| 7    | 106 Sg |

第6族元素（だいろくぞくげんそ）は、周期表において第6族に属するクロム・モリブデン・タングステン・シーボーギウムのこと。クロム族元素と呼ばれることもある。全て金属元素（遷移金属）であり、単体での融点、沸点が非常に高く、硬い。
閉殻していないd軌道を持ち、遷移元素として取り扱われる。

## 性質
第6族元素では価電子および内殻電子の電子構造は周期により異なる。
|                                    | クロム 24Cr     | モリブデン 42Mo           | タングステン 74W          |
| ---------------------------------- | --------------- | ------------------------- | ------------------------- |
| 電子配置                           | [Ar]3d54s1      | [Kr]4d55s1                | [Xe]4f145d46s2            |
| 第1イオン化エネルギー （kJ mol-1） | 652.8           | 685.0                     | 733                       |
| 第2イオン化エネルギー （kJ mol-1） | 1592            | 1558                      |                           |
| 第3イオン化エネルギー （kJ mol-1） | 3277            | 2621                      |                           |
| 第4イオン化エネルギー （kJ mol-1） | 4740            | 4480                      |                           |
| 第5イオン化エネルギー （kJ mol-1） | 6690            | 5900                      |                           |
| 第6イオン化エネルギー （kJ mol-1） | 8740            | 6600                      |                           |
| 電子親和力 （電子ボルト）          | 0.666           | 0.746                     | 0.815                     |
| 電気陰性度 （Allred-Rochow）       | 1.56            | 1.30                      | 1.40                      |
| イオン半径 （pm; M6+）             | 40（4配位）     | 55 （4配位） 73 （6配位） | 56 （4配位） 74 （6配位） |
| 金属結合半径 （pm）                | 125             | 136                       | 137                       |
| 融点 （K）                         | 2130            | 2896                      | 3695                      |
| 沸点 （K）                         | 2945            | 4912                      | 5828                      |
| 酸化還元電位 E0 （V）              | -0.424（M3+/M） | -0.2 （M3+/M）            |                           |

クロムは岩石圏の0.02%を占め、主にクロム鉄鉱FeCr2O4より製造される。これを電気炉で直接還元するとフェロクロムとなり、多くがそのままステンレス鋼や工具用の鋼として利用される。モリブデンは岩石圏の1.5×10-3%を占め、主に硫化物（輝水鉛鉱 MoS2）として産出する。主に鋼やタングステンフィラメントの添加物として利用される。タングステンは岩石圏の1.6×10-3%を占め、過タングステン酸塩（CaWO4ないしはFeWO4とMnWO4の混晶）の鉱石より製造され、そのほとんど（およそ90%）が工具用鋼の製造に利用される。
錯体化合物まで含めると、クロムは-2,-1,0,+1,+2,+3,+4,+5,+6の酸化数を取りうる。同様にモリブデンは-2, 0,+1,+2,+3,+4,+5,+6、タングステンは0, +2,+3,+4,+5,+6の酸化数状態をとる。中でもクロムは3価Cr(+3)の酸化状態は自由エネルギーが最も低く極めて安定あり、高次の酸化状態である6価Cr(+6)は容易に還元される（言い換えると酸化力が強い）。一方、モリブデンやタングステンはむしろ高次の酸化数状態が安定である。
単体のクロムは稠密安定な酸化皮膜を形成する為、酸化還元電位から期待される強い還元作用を示さない場合が多い。たとえばクロムは塩酸あるいは硫酸に対して徐々にイオン化し溶解するが、不動態を形成するために硝酸とは反応しない。モリブデンやタングステンはむしろ酸化力の弱い酸とは容易に反応しない。高温では反応性は増大し単体のクロム、モリブデン、タングステンは酸素、硫黄、窒素、炭素、ハロゲンと反応する。

## 引用文献
1. 日本化学会編,『化学便覧』基礎編, 改訂5版, 丸善
2. R.B.ヘスロップ, K. ジョーンズ, 『無機化学』, 東京化学同人
3. F.A.コットン, G.ウイルキンソン, 『無機化学』, 培風館 ISBN 4-563-04066-5